# In the aeroplane over the sea

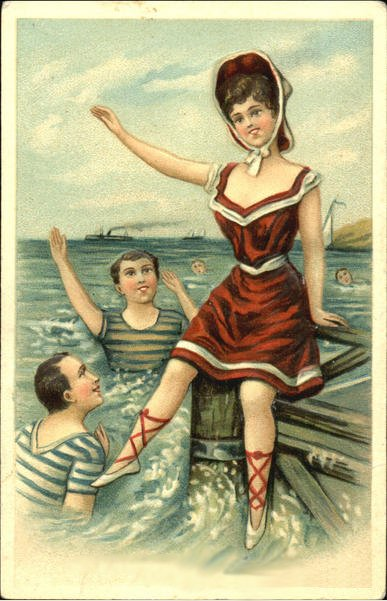
De originele kaart die gebruikt werd voor de beroemde albumhoes

In the aeroplane over the sea is het tweede studioalbum van de Amerikaanse indiefolkgroep Neutral Milk Hotel. Het album werd op 10 februari 1998 uitgegeven door Merge Records. Het leven, lijden en de reïncarnatie van Anne Frank wordt als rode draad van het album genoemd, hoewel niet alle nummers expliciet over haar gaan. Niet lang na het uitbrengen van het album hief Jeff Mangum de groep vanwege persoonlijke ongemakken op en trok hij zich terug uit het openbare leven.
Merge Records schatte aanvankelijk dat er 5500 cd's en 1600 lp's verkocht zouden worden. In 2013 waren er zo'n 300 000 exemplaren verkocht. In 2008 was het album de 6e bestverkochte vinylplaat ter wereld.

## Ontvangst
Mark Richardson gaf het album namens Pitchfork een 10 als beoordeling en ging in op de teksten en het verband met Anne Frank. Jason Ankeny van AllMusic gaf het album vijf sterren en beschreef het als "een showband op een lsd-trip" en "lo-fi doch weelderig, ondoordringbaar doch toegankelijk." Ook Adam Thomas van Sputnikmusic gaf het album vijf sterren, en gaf aan dat het hem vijf jaar kostte om het album te begrijpen. Hij concludeerde: "Het eindresultaat is een rommeltje, maar het is verdomme de prachtigste rommel die ik ooit heb gehoord."
Ben Ratliff van Rolling Stone was minder enthousiast en gaf het album drie sterren. Hij bekritiseerde de composities, maar wist de teksten te waarderen. In een recensie voor The A.V. Club stelde Scott Helman dat het album intrigerender is als concept dan als een collectie van beluisterbare nummers. Uiteindelijk noemde hij het album "aangrijpend en verfrissend inventief".
In the aeroplane over the sea werd het beste album van 1993–2003 genoemd door Magnet, het op 15 na beste album van 1986–2011 door de lezers van Q, door Pitchfork het op 3 na beste en door Paste het op 1 na beste album van de jaren 90, en het op 1 na beste beste indiealbum aller tijden door Amazon.com.  In de NME-lijst van beste albums uit de geschiedenis staat het op de 98e plaats.

## Nummers
Alle nummers zijn geschreven door Jeff Mangum, tenzij anders aangegeven:
| 1.                 | The king of carrot flowers pt. one          | 2:00 |
| 2.                 | The king of carrot flowers pts. two & three | 3:06 |
| 3.                 | In the aeroplane over the sea               | 3:22 |
| 4.                 | Two-headed boy                              | 4:26 |
| 5.                 | The fool (Spillane)                         | 1:53 |
| 6.                 | Holland, 1945                               | 3:12 |
| 7.                 | Communist daughter                          | 1:57 |
| 8.                 | Oh comely                                   | 8:18 |
| 9.                 | Ghost                                       | 4:08 |
| 10.                | (zonder titel)                              | 2:16 |
| 11.                | Two-headed boy pt. two                      | 5:13 |
| Totale duur: 39:51 |                                             |      |

## Bandleden

### Neutral Milk Hotel
- Jeff Mangum - gitaar, zang, orgel, trom, bas
- Jeremy Barnes - drumstel, orgel
- Scott Spillane - trompet, hoorn, trombone
- Julian Koster - accordeon, banjo, zingende zaag

### Medewerkers
- Robert Schneider - orgel, piano
- Laura Carter - zanzithofoon
- Rick Benjamin - trombone
- Merisa Bissinger - saxofoon, hoorn
- Michelle Anderson - Uilleann pipes